# Świękitki
Świękitki – kolonia w Polsce, w województwie warmińsko-mazurskim, w powiecie lidzbarskim, w gminie Lubomino.
Do 31 grudnia 2024 miejscowość była częścią wsi Świękity.